# Beinta Broberg
Bente Christine Broberg, coneguda també com a Beinta Broberg, (Tórshavn, 1667 – 15 de febrer de 1752) és potser la dona més coneguda de la història de les illes Fèroe. Ha estat la inspiració per a novel·les i pel·lícules.

## Biografia
Beinta Broberg va néixer a Tórshavn, filla de Peder Sørensen i Birgitte Marie Jensdatter Bøgvad, tots dos pertanyents a la classe alta d'oficials danesos de les illes. Es va casar tres vegades: el 1695 amb el vicari Jónas Jónasen (1660–1700) de Viðareiði, el 1702 amb el vicari Niels Gregersen Aagaard (1672–1706) de Miðvágur a l'illa de Vágar, i el 1706 Peder Ditlevsen Arhboe (1675–1756), de Vágar.
A diferència de la majoria de les vídues dels vicaris de l'època, no es va casar amb el successor del seu marit després de la mort del seu primer cònjuge el 1700, com era habitual, sinó que va optar per romandre a la vicaria durant el seu dol i després casar-se amb el següent vicari danès enviat a les illes. El seu darrer cònjuge va ser deposat com a vicari després de conflictes amb la seva parròquia l'any 1718. A jutjar per la investigació que va conduir a la seva deposició, sembla que tenia alguna malaltia mental. Després d'això, van viure en la pobresa a Vágar.
Va tenir un fill i tres filles. Tanmateix, només es coneix el nom d'una de les seves filles.

## Broberg en la cultura popular
En la tradició, a Beinta Broberg se l'anomena Illa Beinta (Malvada Beinta), i se li atribueix la culpa de la mort dels seus dos primers cònjuges i de la bogeria del tercer. També se la presenta com a mala patrona dels seus servents i com a bruixa. Els documents contemporanis la descriuen només indirectament i no confirmen fins a quin punt seria certa o falsa la imatge popular d'ella, ni com d'activa va ser en els esdeveniments de la seva vida. El seu veritable caràcter està àmpliament eclipsat pels nombrosos mites i llegendes que l'envolten.
El sobrenom d'Illa Beinta encara s'utilitza al poble de Miðvágur, on hi va viure durant 20 anys i han hagut de passar dos segles abans que una altra noia rebés el nom de Beinta a Miðvágur.